# جسدهای شیشه‌ای
جسدهای شیشه‌ای رمانی در سبک عاشقانه و سیاسی به نویسندگی مسعود کیمیایی است که در سال ۱۳۸۰ در دو جلد به چاپ رسیده است. طرح روی جلد این کتاب اثر سعید زاشکانی است.

## متن
مسعود کیمیایی متولد ۱۳۱۹ در تهران فیلم‌نامه‌نویس و کارگردان، رمان خود جسدهای شیشه‌ای را در اواخر دهه هفتاد به نگارش درآورده است.

## شخصیت‌ها
- کاوه
- طاووس
- طلعت
- طاهر
- علی‌خان وقار سلطانی
- رحیم
- سروش
- رضا
- ثریا
- احمد
- میرزا اسدالله‌خان مبشر انشایی
- آباجان
- نعیم

## انتشار
جسدهای شیشه‌ای اولین بار در سال ۱۳۸۰ توسط انتشارات آتیه به چاپ رسید. سپس در سال‌های متفاوت، توسط ناشران مختلف تجدید چاپ شد. آخرین ناشری که رمان مسعود کیمیایی را به چاپ رسانده، نشر اختران است. جسدهای شیشه‌ای در سال ۱۳۸۷ به چاپ پنجم رسید.

## پیون به بیرون
- مسعود کیمیایی آماده‌ی ساخت «جسدهای شیشه‌ای» است